# Badr El Kaddouri
Badr El Kaddouri (Casablanca, 31 gennaio 1981) è un ex calciatore marocchino, di ruolo difensore.

## Carriera
Ha partecipato alle Olimpiadi 2004 con la maglia del Marocco. Il 31 agosto 2011 El Kaddouri si trasferisce in prestito con diritto di riscatto al Celtic.

## Palmarès
- Coppa del Marocco: 1

Wydad Casablanca: 2001
- Campionato ucraino: 4

Dinamo Kiev: 2002-2003, 2003-2004, 2006-2007, 2008-2009
- Coppa d'Ucraina: 4

Dinamo Kiev: 2002-2003, 2004-2005, 2005-2006, 2006-2007
- Supercoppa d'Ucraina: 5

Dinamo Kiev: 2004, 2006, 2007, 2009, 2011
- Campionato scozzese: 1

Celtic: 2011-2012